# Martin Boos
Martin Boos, född den 25 december 1762 i Huttenried i Allgäu, död den 29 augusti 1825 i Sayn, var en romersk-katolsk teolog. 
Efter att ha blivit prästvigd genomgick Boos en tung inre kamp, men fann till sist vila i "rättfärdiggörelsen genom tron". År 1795 blev han kaplan i Wiggensbach, där han framkallade en stor väckelse, som spred sig över hela Bayern och möttes med en liknande från protestantisk sida. Från romersk sida reste det sig ett starkt motstånd mot Boos och hans "Aftermysticismus", och 1797 blev han satt i klosterfängelse i Augsburg. Efter att ha fört kringflackande liv en tid blev han präst i Gallneukirchen vid Linz, men på grund av den starka väckelse, som han också här gav upphov till, blev han fängslad och landsförvisad. Han blev därefter professor i Düsseldorf och dog som präst i Sayn vid Koblenz.